# MODOK

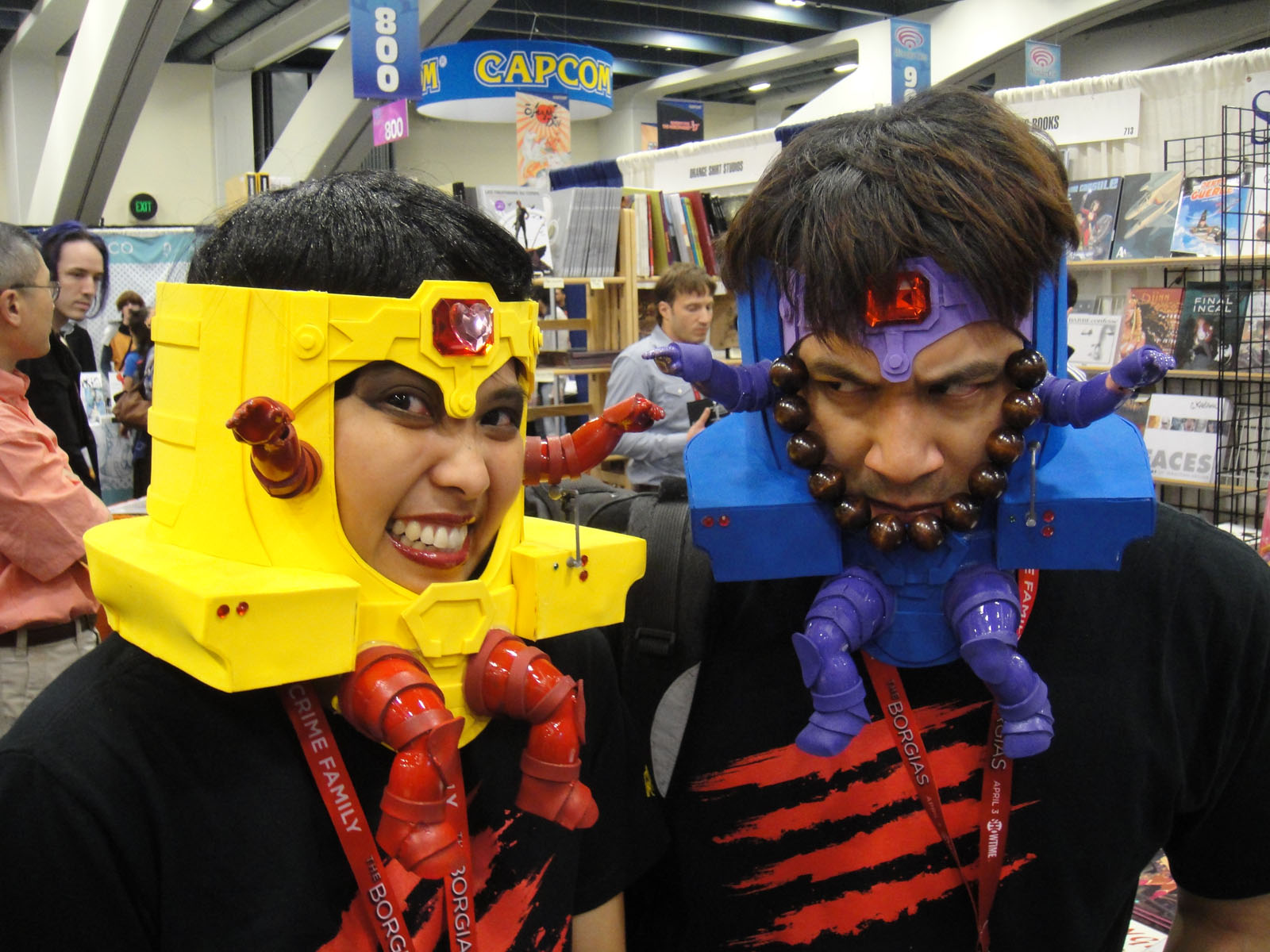
MODOK-utstyrsel på WonderCon 2011

MODOK är en fiktiv kriminell figur från serien Captain America. IGNs placerar honom på plats 100 bland "Tidernas topp 100 serieskurkar".

### Fotnoter
1. ↑  Top 100 Villains: #100 Arkiverad 26 februari 2012 hämtat från the Wayback Machine., IGN.com